# 維格爾
維格爾（Veghel）是荷蘭的一個城市，也曾經是一個市鎮，位於荷蘭南部。2017年1月1日，維格爾和聖烏登羅德及什傑德爾合併，新設Meierijstad市鎮。

## 外部連結
- 维基共享资源上的相關多媒體資源：維格爾
- Official website （页面存档备份，存于）